# Holmestrand Station
 Ikke at forveksle med Holmestrand Station (1881-2016).
Holmestrand Station (Holmestrand stasjon) er en jernbanestation på Vestfoldbanen, der ligger ved byen Holmestrand i Holmestrand kommune i Norge. Stationen blev etableret som en del af jernbanetunnelen Holmestrandsporten og erstattede den gamle Holmestrand Station. Den gamle station blev nedlagt 29. oktober 2016 for at gøre klar til den nye, der åbnede 28. november 2016. Den officielle indvielse fandt sted 17. december 2016
Stationen, der ligger inde i Holmestrandfjellet, består af et 30 meter bredt rum med fire spor og to perroner. De to midterste spor er for gennemkørende tog. Stationen har tre ind- og udgange fordelt på en nordlig med parkering og busterminal, en sydlig i centrum af Holmestrand og en tredje i form af en 70 meter høj elevator op til toppen af fjeldet. Stationen er projekteret af Rambøll Norge AS med Gottlieb Paludan Architects som arkitekt.

## Historie
I forbindelse med opgraderingen af Vestfoldbanen blev det besluttet at bygge en ny Holmestrand Station som en del af arbejdet mellem Holm og Nykirke, hvor strækningen blev flyttet til den nye 14,3 km lange dobbeltsporede jernbanetunnel Holmestransporten. I august 2009 anbefalede Jernbaneverket, at en den nye station skulle bygges under jorden som en del af tunnelen, og at den nye dobbeltsporede strækningen skulle tilrettelægges for hastigheder på op til 250 km/t. I de oprindelige planer var det ellers tanken at placere stationen under åben himmel i den gamle trace for Europavej E18 langs med Holmestrandsfjellet. Det gik man imidlertid bort fra, da det kun tillod hastigheder på 130 km/t gennem stationsområdet, hvilket ikke ville være nok til eventuelle fremtidige højhastighedstog. Det problem blev løst med den underjordiske station, der har fire spor, hvoraf de to i midten kan benyttes til gennemkørsel med 250 km/t, samtidig med at der er to vigespor med perron på hver side..
Byggeriet gik i gang i juni 2010, og åbningen for trafik fandt sted 28. november 2016. Rejsetiderne blev dog ikke ændret før køreplansskiftet 11. december.
16. december 2016 præsenteredes verdens længste tog bygget af peberkager på stationen i forbindelse med den officielle indvielse. Det 370,75 meter lange tog bestod af et lokomotiv og 1.283 sammenhængende vogne, der strakte sig fra stationens indgang, gennem gange, hen ad en perron og halvvejs tilbage igen. Der er før bygget tog af peberkager, men med denne præsentation slog man den hidtidige ti år gamle rekord på 206 meter og 671 vogne.